# Amnesia (Roxen-Lied)
Amnesia (englisch für Amnesie) ist ein englischsprachiger Popsong, der von Adelina Stînga und Victor Bourosu geschrieben wurde. Mit dem Titel hat die rumänische Sängerin Roxen ihr Heimatland beim Eurovision Song Contest 2021 in Rotterdam vertreten.

## Hintergrund und Produktion
Bereits Ende März 2020 gab die Rundfunkanstalt Televiziunea Română bekannt, dass Roxen ihr Land beim Eurovision Song Contest 2021 vertreten werde, nachdem der Wettbewerb 2020 aufgrund der COVID-19-Pandemie abgesagt werden musste. Der intern ausgewählte Titel Amnesia wurde von Adelina Stînga und Victor Bourosu geschrieben. Letzterer produzierte ihn auch. Stînga war bereits unter dem Namen Viky Red an der Komposition von Roxens Titel Alcohol You beteiligt.

## Musik und Text
Laut Angaben der Sängerin sei der Titel für sie sehr persönlich, da er ihre eigenen Eindrücke aus dem vergangenen Jahr verarbeite. Die Botschaft sei, jedes Hindernis und jede Angst zu überwinden. Der Song solle Mut und Kraft geben und solle den Personen eine Stimme geben, deren „Schreie nicht gehört wurden“, was in der letzten Zeile des Textes zum Ausdruck kommt. Außerdem sei der Text durch die Krankheit der Sängerin inspiriert, da sie seit dem 14. Lebensjahr an der Lyme-Borreliose leide.

„Pentru mine, ultimul an a fost unul plin, din toate punctele de vedere, cu momente bune și mai puțin bune, însă ceea ce contează este că am avut câteva proiecte care m-au bucurat nespus. Piesa Amnesia este una extrem de personală, cuprinde toate aceste sentimente pe care le-am trăit în ultima perioadă și le dă voce. O simt aproape de mine, mă reprezintă, iar sufletul meu și trăirile mele se regăsesc în ea.“

„Das letzte Jahr war für mich ein Jahr mit guten und schlechten Momenten, doch letztendlich gab es einige Projekte, die mir viel Spaß machten. Amnesia ist sehr persönlich, das Lied enthält jene Gefühle, die ich in dieser Zeit erlebt habe. Es steht mir nahe. Meine Seele und meine Gefühle finden sich darin wieder.“

Der Titel ist im klassischen Schema mit zwei Strophen, welche sich durch einen Refrain abwechseln, sowie einer Bridge am Ende, aufgebaut.

## Beim Eurovision Song Contest
Die Europäische Rundfunkunion kündigte am 17. November 2020 an, dass die für den 2020 abgesagten Eurovision Song Contest ausgeloste Startreihenfolge beibehalten werde. Rumänien trat somit im ersten Halbfinale in der zweiten Hälfte am 18. Mai 2021 an. Am 30. März gab sie bekannt, dass Rumänien Startnummer 13 erhalten hat. Das Land schied jedoch bereits im Halbfinale aus und konnte sich somit nicht für das Finale qualifizieren. Das Land erreichte mit 85 Punkten den zwölften von 16 Plätzen, wobei die maltesische Jury einmal die Höchstpunktzahl vergab.

## Rezeption
Manuel Probst von Dance-Charts schrieb, dass Amnesia die ruhigere Seite der Sängerin zeige, außerdem sei die Ballade musikalisch verwandt mit ihrem geplanten ESC-Beitrag Alcohol You vom letzten Jahr. Die Strophen seien gefühlvoll, während der Refrain emotional sei und sich die Sängerin darin völlig entfalten könne.
Cornel Preda von Observator News berichtete von negativen Reaktionen einiger Journalisten, welche anmerkten, dass die Sängerin in der Generalprobe des Halbfinales nicht mit der Musik synchron gewesen sei und der Auftritt generell schwach wirkte. Nach der Nichtqualifikation Rumäniens zum dritten Mal beim Eurovision Song Contest, strahlte TVR eine Debatte aus, in welcher die möglichen Gründe für das Scheitern diskutiert wurden. Boris Meersman vom Fanmagazin ESCYounited bemängelte unter anderem den kaum verständlichen Text und die nicht-stimmige Bühnenperformance.

## Veröffentlichung und Musikvideo
Obwohl der Titel am 4. März 2021 um Miternacht als Musikstream veröffentlicht wurde, erfolgte eine offizielle Ankündigung des Titels bei TVR 1 erst am Abend desselben Abends. Dies führte zu Spekulationen bei Fans. Gleichzeitig wurde das Musikvideo veröffentlicht. Es entstand unter der Leitung von Bogdan Păun. Gedreht wurde im Nationaltheater Bukarest. Der Clip handele davon, dass eine Frau mit ihren Ängsten und ihrem Inneren kämpft. Obwohl sie ständig von ihren Ängsten umgeben ist, schafft sie es, sich von ihnen zu lösen und Stärke aufzubauen.